# Герасимчук Василь Іванович

Васи́ль Іва́нович Гарасимчу́к (*10 січня 1880 — †1 вересня 1944) — український історик.

## Життєпис
Народився у с. Ільковичі (поблизу Сокаля, Львівська область). У 1900—1904 рр. навчався на філологічному факультеті Львівського університету, де слухав лекції М. Грушевського. 1903 р. став членом НТШ і членом його Археографічної комісії (з 1906 р.). 1904—1905 рр. перебував в австрійській армії. 1907—1913 рр. учителював у гімназіях Станіслава (Івано-Франківська) і Львова. 1912 р. захистив докторську дисертацію. У роки I Світової війни — в австрійській армії. У 1920—1930-х рр. викладав у гімназіях Стрия і Львова. З 1925 р. — член Комісії ВУАН з вивчення історії Західної України. За її дорученням опрацьовував джерела до історії козаччини в архівах Львова і Кракова. З 1929 р. — дійсний член Історичної секції ВУАН. 1940—1941 рр. — науковий співробітник Львівського відділу Інституту історії України.
Помер та похований у Львові на 64 полі Личаківського цвинтаря.

## Творчість
Як історик дебютував 1904 р. із розвідкою «Іван Виговський і Юрій Хмельницький» у «Записках НТШ». 1909 р. з'явилося його ґрунтовне дослідження «Виговщина і Гадяцький трактат» («Записки НТШ», тт. 87—89), у якому подана широка панорама історичних подій, пов'язаних з генезою, реалізацією та наслідками цієї угоди. 1912 р. опублікував статтю про Чуднівську кампанію 1660 р. У багатьох працях Герасимчук торкався проблеми української політичної еліти середини і 2-ї половини 17 ст. та її здатності забезпечити відбудову Української держави. У цьому плані найбільшої уваги заслуговує праця про «Березневі статі» 1654 р." Богдана Хмельницького, яка була вміщена у ювілейному збірнику «Записок НТШ» на пошану академіка К. Студинського (1930 р.). 1994 Львівським відділенням Інституту української історіографії ім. М. Грушевського опубліковано частину документів, зібраних ученим.